# Make It Big
Albums de Wham!
Fantastic
(1983) The Final
(1986)
Singles de Wham!
Club Fantastic Megamix
(1983) I'm Your Man
(1985)
Make It Big est le second album studio du duo de pop britannique Wham!. Sorti en 1984, cet album a été un succès critique et commercial, atteignant la première place du hit-parade à la fois au Royaume-Uni et aux États-Unis. Quatre singles sont extraits de cet album : Wake Me Up Before You Go-Go, Careless Whisper, Freedom et Everything She Wants.
Aux États-Unis, Careless Whisper est créditée sous le nom « Wham!, featuring George Michael », alors que dans la plupart des pays (au Royaume-Uni notamment), la chanson est seulement attribuée à George Michael. En 1984, Everything She Wants est sorti en double face A avec Last Christmas, qui figure plus tard sur le troisième album studio de Wham!

## Titres
Toutes les chansons sont écrites et composées par George Michael, sauf indication contraire.
| 1. | Wake Me Up Before You Go-Go | 3:50 |
| 2. | Everything She Wants        | 5:01 |
| 3. | Heartbeat                   | 4:42 |
| 4. | Like a Baby                 | 4:12 |

| 1. | Freedom                                            | 5:05 |
| 2. | If You Were There (The Isley Brothers)             | 3:38 |
| 3. | Credit Card Baby                                   | 5:08 |
| 4. | Careless Whisper (George Michael, Andrew Ridgeley) | 6:30 |